# 354 هـ
354 هـ هي سنة في التقويم الهجري امتدت مقابلةً في التقويم الميلادي بين سنتي 965 و965.

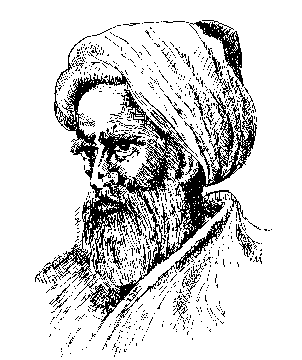
ابن الهيثم

## مواليد
- ابن الهيثم أبو على البصري، عالم بصريات وهندسة له عدة مكتشفات
- سليمان المستعين بالله
- هشام المؤيد بالله

## وفيات
- أبو الطيب المتنبي
- أبو بكر الشافعي
- ابن حبان